# از سیر تا پیاز
از سیر تا پیاز (انگلیسی: The Whole Shebang) یک فیلم کمدی رمانتیک کانادایی-آمریکایی است که در سال ۲۰۰۱ منتشر شد.

## بازیگران
- استنلی توچی
- بریجیت فوندا
- جانکارلو جانینی
- تالیا شایر
- آنا ماریا آلبرگتی
- جو چمپا
- کارین کانووال